# Thomas Ulbricht
Thomas Ulbricht (* 10. Juli 1985 in Salzwedel, DDR, Bezirk Magdeburg) ist ein deutscher Paracycler in der Kategorie B: Als Sehbehinderter startet er mit einem Pilot auf einem Tandem. Zuvor war er als Leichtathlet in der Startklasse T12 aktiv und hatte sich auf Kurz- und Langsprints spezialisiert. Er trat auch beim Speerwurf, Weitsprung, Fünfkampf und der 4-mal-100-Meter-Staffel an.

## Berufsweg
Ulbricht musste mit elf Jahren auf eine Schule für Blinde und Sehbehinderte in Tangerhütte wechseln. Nachdem er 2003 auf sein sportliches Talent aufmerksam machen konnte, begann er in Zusammenarbeit mit dem Olympiastützpunkt Berlin nach einem Eignungstest an der bbw Akademie in Berlin eine Ausbildung zum Groß- und Außenhandelskaufmann. Seit 2007 ist Ulbricht bei der Bundesanstalt für den Digitalfunk der Behörden und Organisationen mit Sicherheitsaufgaben, einer rechtsfähigen Anstalt des öffentlichen Rechts im Geschäftsbereich des Bundesministerium des Innern, als Sachbearbeiter tätig.

## Sportliche Karriere

### Leichtathletik
Ulbricht begann im Alter von elf Jahren zuerst mit Schwimmen, dann mit Bosseln und kam schließlich zur Leichtathletik.
Bei seinem ersten großen Erfolg 2003 holte Ulbricht bei den Internationalen Deutschen Meisterschaften (IDM) in Berlin 3 × Gold, 1 × Silber und 1 × Bronze, woraufhin er vom Bundestrainer zum Bundesleistungszentrum Kienbaum zu einem Sichtungslehrgang eingeladen und anschließend auf dessen Initiative nach Berlin geholt wurde. Seitdem ist Ulbricht kontinuierlich national und international auf den vorderen Plätzen zu finden.
Thomas Ulbricht ist beim PSC Berlin. Er tritt in der Startklasse T12 (Athlet mit hochgradiger Sehbehinderung, Makuladegeneration) an.
Bei den Paralympischen Spielen 2016 in Rio gewann er im 100-Meter-Lauf eine Bronzemedaille und wurde am 1. November 2016 wie alle Medaillengewinner mit dem Silbernen Lorbeerblatt ausgezeichnet.

#### Persönliche Bestleistungen
Stand: 2018
- 100 m: 11,14 s
- 200 m: 22,54 s
- 400 m: 50,27 s
- Weitsprung: 6,88 m
- Fünfkampf: 3296 Punkte

#### Erfolge
national
- 2003: Deutscher Jugendmeister[6] (100 m, 200 m, Weitsprung, Speerwurf)
- 2004: Internationaler Deutscher Vizemeister (100 m)
- 2004: 3. Platz Internationale Deutsche Meisterschaften (Weitsprung)
- 2005: Internationaler Deutscher Meister (200 m und Speerwurf)
- 2005: 3. Platz Internationale Deutsche Meisterschaften (100 m)
- 2006: Internationaler Deutscher Vizehallenmeister (60, 200 m und Speerwurf)
- 2006: Internationaler Deutscher Meister (4 × 100 m und Weitsprung)
- 2006: 3. Platz Internationale Deutsche Meisterschaften (Speerwurf)
- 2007: Internationaler Deutscher Hallenmeister (60, 200 m, 4 × 200 m und Weitsprung)
- 2007: Internationaler Deutscher Meister (4 × 100 m)
- 2007: Internationaler Deutscher Vizemeister (Weitsprung)
- 2010: Internationaler Deutscher Hallenmeister (Weitsprung)
- 2010: 3. Platz Internationale Deutsche Meisterschaften (100 m)
- 2012: Internationaler Deutscher Hallenmeister (4 × 200 m)
- 2012: Internationaler Deutscher Vizehallenmeister (60 und 200 m)
- 2013: Internationaler Deutscher Hallenmeister (400 m)

international
- 2003: IPC-Europameister Juniorenklasse (Weitsprung)
- 2003: 4. Platz IPC-Europameisterschaften Juniorenklasse (100 m)
- 2004: 5. Platz Paralympische Spiele (400 m)
- 2005: 4. Platz IPC-Europameisterschaften (Fünfkampf)
- 2006: IPC-Weltmeister (Fünfkampf)
- 2006: 3. Platz IPC-Weltmeisterschaften (4 × 100 m)
- 2007: Vizeweltmeister IBSA World Championships and Games (Weitsprung)
- 2007: 3. Platz IBSA World Championships and Games (Fünfkampf)
- 2007: 4. Platz IBSA World Championships and Games (Speerwurf)
- 2008: 2. Platz Paralympische Spiele (Fünfkampf)
- 2008: 5. Platz Paralympische Spiele (4 × 100 m)
- 2008: 9. Platz Paralympische Spiele (Speerwurf)
- 2008: 10. Platz Paralympische Spiele (Weitsprung)
- 2009: Europameister IBSA Open European Athletics Championships (Fünfkampf)
- 2009: 3. Platz IBSA Open European Athletics Championships (Weitsprung)
- 2009: 6. Platz IBSA Open European Athletics Championships (Speerwurf)
- 2011: 3. Platz IPC-Weltmeisterschaften (Fünfkampf)
- 2011: 8. Platz IPC-Weltmeisterschaften (Weitsprung)
- 2012: 6. Platz Paralympische Spiele (100 m)
- 2013: IPC-Vizeweltmeister (400 m)
- 2014: IPC-Europameister (400 m)
- 2014: 4. Platz IPC-Europameisterschaften (100 m)
- 2015: 4. Platz IPC-Weltmeisterschaften (200 m)
- 2016: IPC-Vizeeuropameister (200 m)
- 2016: 3. Platz Paralympische Spiele (100 m)

### Radsport
Wegen Verletzungen der Achillessehnen konnte Thomas Ulbrich als Leichtathlet nicht die Kriterien zur Qualifikation für die Sommer-Paralympics 2020 erfüllen. Daher sattelte er auf den Radsport um. Aufgrund persönlicher Begegnungen kam er mit dem Weltmeister im Bahnradsport Robert Förstemann zusammen, der seit 2018 als Pilot im Radsport aktiv ist und zuletzt einen neuen Partner suchte. 2022 startete das Duo bei den Paracycling-Bahnweltmeisterschaften in Paris und errangen eine Silber- sowie eine Bronzemedaille, ebenso bei den Bahn-Weltmeisterschaften 2023. Bei den Sommer-Paralympics 2024 in Paris belegten Ulbricht und Förstemann mit einer Zeit von 59,862 Sekunden Platz drei im Zeitfahren über 1000 Meter und errangen damit Bronze. In der Qualifikation hatten die beiden Sportler mit 59,480 Sekunden einen deutschen Rekord aufgestellt.

#### Erfolge
2022
- Weltmeisterschaft – Sprint (mit Robert Förstemann als Pilot)
- Weltmeisterschaft – Zeitfahren (mit Robert Förstemann als Pilot)

2023
- Weltmeisterschaft – Sprint (mit Robert Förstemann als Pilot)
- Weltmeisterschaft – Zeitfahren (mit Robert Förstemann als Pilot)

2024
- Sommer-Paralympics – 1000-Meter-Zeitfahren (mit Robert Förstemann als Pilot)